# 西馬音内駅
西馬音内駅（にしもないえき）は、秋田県雄勝郡羽後町西馬音内中野（開業時は旧・雄勝郡西馬音内町中野）にあった羽後交通雄勝線（旧・雄勝鉄道）の駅（廃駅）である。雄勝線の廃線に伴い1973年（昭和48年）4月1日に廃駅となった。

## 歴史
- 1928年（昭和3年）8月10日：雄勝鉄道湯沢駅 - 当駅間開通に伴い開業[1][2][3][4]。
- 1935年（昭和10年）2月13日：当駅 - 梺駅間延伸開通（雄勝鉄道全通）に伴い中間駅となる[1][2][3]。
- 1943年（昭和18年）10月16日：交通統合に伴い横荘鉄道の駅となる[2][3]。
- 1944年（昭和19年）6月1日：鉄道会社名を羽後鉄道に改称。路線名を雄勝線に制定。それに伴い羽後鉄道雄勝線の駅となる[1][2][5]。
- 1947年（昭和22年）
  - 7月23日：豪雨による路盤および橋脚損壊により雄勝線全区間運休、当駅も営業休止となる[3][6]。
  - 8月14日：羽後山田駅 - 梺駅間が復旧、当駅も営業再開となる[3][6]。
- 1951年（昭和26年）7月18日：信号機増設および第二種連動装置設置を行い交換駅となる[3][7]（日付は認可日[7]）。
- 1952年（昭和27年）2月15日：鉄道会社名を羽後交通に改称。それに伴い羽後交通雄勝線の駅となる[1][2][3][5]。
- 1967年（昭和42年）12月1日：当駅 - 梺駅間部分廃線に伴い終着駅となる[1][2][3][5]。
- 1970年（昭和45年）10月1日：車扱貨物営業が休止となる[7]。
- 1972年（昭和47年）9月14日：廃止に向け駅設備を縮小[7]、駅舎およびホーム改築[3][5]。
- 1973年（昭和48年）4月1日：雄勝線の廃線に伴い廃止となる[1][2][3][5]。

## 駅構造
廃止時点で、単式ホーム1面1線を有する地上駅であった。そのほか側線として、発着線の南側に1線と、その南側に末端部分に車庫の建屋を有する車庫線を1線有していた。
職員配置駅となっていた。駅舎は構内の北側に位置していた。廃止時点の構内設備は、路線廃止に向けて、廃止に先駆けて構内設備の縮小化（解体）がされた結果のもので、ホーム、駅舎、車庫のいずれも仮設のもので、ホームは板敷、駅舎はプレハブ造りの簡易な建物となっていた。
構内設備の縮小化前までは、島式ホーム1面2線を有し、当駅 - 梺駅間部分廃線までは列車交換可能な交換駅であった。外側（南側）が下り本線（梺方面）、駅舎側（北側）が上り本線（湯沢方面）となっていた。そのほか側線として、本線湯沢方から北側に分岐し駅舎東側の貨物積卸場および駅舎との間を通過し上り本線に合流する貨物線を1線と、下り本線湯沢方から南側に分岐しさらに2線に分岐、構内西側の末端部分に車庫（車輌基地）を有す行き止まりの車庫1番線、車庫2番線を有した。
駅舎は構内の北西側に位置し、ホーム西側のスロープとを結ぶ構内踏切で連絡した。2階建ての特徴ある建物であった。ホームは切妻屋根の上屋を有した。この上屋は開業時には作られていなかった。
構内には車輌基地である「西馬音内電車区」が併設されていた。
1971年（昭和46年）7月20日の内燃化以降、雄勝線の廃止に向けて駅の縮小化が始まり、1972年（昭和47年）9月14日には設備を約50 m湯沢方に移動させプレハブ駅舎と板張りホームを設置、旧駅舎は取り壊され跡地にはボウリング場が建築された。島式ホーム、車庫も取り壊された。
閉塞取扱廃止前までの列車交換の通標は、羽後三輪駅 - 当駅間は「□」、当駅 - 梺駅間は「△」であった。また、1965年（昭和40年）12月8日までの列車交換の通標は、羽後三輪駅 - 当駅間は「□」、当駅 - 梺駅間は「◇」であった。
雄勝鉄道時代は、本社も置かれていた。

## 駅周辺
当線最大の駅で、中間駅では最も乗降客が多かった。雄勝郡羽後町（さらに以前は旧・雄勝郡西馬音内町）の中心駅であった。
- 秋田県道276号下開清水線 - 現在の状況。
- 秋田県道57号十文字羽後鳥海線 - 現在の状況。
- 国道398号柳田バイパス - 現在の状況。
- 羽後町役場[7]
- 西馬音内郵便局
- 川原田簡易郵便局
- 羽後町立羽後病院
- 羽後町立羽後中学校
- 羽後町立西馬音内小学校
- 羽後町歴史民俗資料館
- 西馬音内川[7]

## 駅跡
1995年（平成7年）時点では、農協巨福会館になっていた。また、建物の片隅に駅跡の記念碑が建立され、駅前で焼き餅を販売していた「三浦屋」の店先には当地で解体された車輌のマスター・コントローラーが保存されていた。1999年（平成11年）時点でも同様で、その他にAコープ西馬音内にもなっており、このAコープとJA西馬音内（現：JAこまち）の建物の間に先の記念碑があった。この記念碑には前面に「雄勝鉄道・西馬音内駅跡」と、横に開業および廃止年月日が記載されていた。また巨福会館の裏に線路跡が道路に転用されており、ホーム跡地には食堂が建築されていた。2007年（平成19年）5月時点でも同様で、2010年（平成22年）時点では記念碑が新しくなっていた。
また、当駅跡附近の線路跡は1999年（平成11年）時点では西馬音内小学校附近までの部分が道路に転用されていた。
そのほか、1995年（平成7年）時点では、西馬音内の南にある浅井という集落の農家の片隅にロータリー式雪掻車ユキ3形の廃車体が置かれていた。2007年（平成19年）5月時点も同様で、2010年（平成22年）時点でも崩れかけながらも残存していた。

## 隣の駅
羽後交通
雄勝線
あぐりこ駅 - 西馬音内駅 - 元西馬音内駅